# Sancey-le-Long
Sancey-le-Long és un municipi francès situat al departament del Doubs i a la regió de Borgonya - Franc Comtat. L'any 2007 tenia 400 habitants.

## Demografia

### Població
El 2007 la població de fet de Sancey-le-Long era de 400 persones. Hi havia 157 famílies de les quals 33 eren unipersonals (12 homes vivint sols i 21 dones vivint soles), 66 parelles sense fills, 50 parelles amb fills i 8 famílies monoparentals amb fills.
La població ha evolucionat segons el següent gràfic:
Habitants censats

### Habitatges
El 2007 hi havia 177 habitatges, 155 eren l'habitatge principal de la família, 8 eren segones residències i 14 estaven desocupats. 165 eren cases i 12 eren apartaments. Dels 155 habitatges principals, 118 estaven ocupats pels seus propietaris, 34 estaven llogats i ocupats pels llogaters i 3 estaven cedits a títol gratuït; 1 tenia una cambra, 1 en tenia dues, 8 en tenien tres, 28 en tenien quatre i 117 en tenien cinc o més. 136 habitatges disposaven pel capbaix d'una plaça de pàrquing. A 73 habitatges hi havia un automòbil i a 61 n'hi havia dos o més.

### Piràmide de població
La piràmide de població per edats i sexe el 2009 era:
| Homes | Edats   | Dones |
| ----- | ------- | ----- |
| 0     | 95 o +  | 0     |
| 4     | 90 a 94 | 0     |
| 0     | 85 a 89 | 4     |
| 0     | 80 a 84 | 8     |
| 4     | 75 a 79 | 4     |
| 4     | 70 a 74 | 4     |
| 4     | 65 a 69 | 20    |
| 16    | 60 a 64 | 4     |
| 4     | 55 a 59 | 16    |
| 16    | 50 a 54 | 12    |
| 16    | 45 a 49 | 16    |
| 4     | 40 a 44 | 8     |
| 24    | 35 a 39 | 8     |
| 16    | 30 a 34 | 12    |
| 16    | 25 a 29 | 16    |
| 4     | 20 a 24 | 8     |
| 8     | 15 a 19 | 8     |
| 20    | 10 a 14 | 4     |
| 16    | 5 a 9   | 16    |
| 8     | 0 a 4   | 20    |

## Economia
El 2007 la població en edat de treballar era de 238 persones, 159 eren actives i 79 eren inactives. De les 159 persones actives 152 estaven ocupades (91 homes i 61 dones) i 7 estaven aturades (2 homes i 5 dones). De les 79 persones inactives 24 estaven jubilades, 23 estaven estudiant i 32 estaven classificades com a «altres inactius».

### Ingressos
El 2009 a Sancey-le-Long hi havia 151 unitats fiscals que integraven 382 persones, la mediana anual d'ingressos fiscals per persona era de 14.784 €.

### Activitats econòmiques
Dels 29 establiments que hi havia el 2007, 1 era d'una empresa extractiva, 2 d'empreses alimentàries, 3 d'empreses de fabricació d'altres productes industrials, 3 d'empreses de construcció, 8 d'empreses de comerç i reparació d'automòbils, 3 d'empreses de transport, 1 d'una empresa d'hostatgeria i restauració, 1 d'una empresa financera, 3 d'empreses immobiliàries, 3 d'empreses de serveis i 1 d'una empresa classificada com a «altres activitats de serveis».
Dels 5 establiments de servei als particulars que hi havia el 2009, 1 era un taller d'inspecció tècnica de vehicles, 1 paleta, 1 fusteria, 1 restaurant i 1 saló de bellesa.
Dels 4 establiments comercials que hi havia el 2009, 2 eren supermercats, 1 una botiga de menys de 120 m² i 1 una llibreria.
L'any 2000 a Sancey-le-Long hi havia 6 explotacions agrícoles.

## Poblacions properes
El següent diagrama mostra les poblacions més properes.